# Покутній Анатолій Сергійович
Покутній Анатолій Сергійович (4 жовтня 1993, с. Адампіль, Хмельницької області — 25 березня 2022, с. Кам'янка Ізюмського району Харківської області) — український військовослужбовець, солдат 95 ОДШБр Збройних сил України, учасник російсько-української війни. Кавалер ордена «За мужність» ІІІ ступеня (посмертно).

## Біографія
Народився 4 жовтня 1993 року у селі Адампіль Хмельницької області. У 2009 році закінчив Адампільську ЗОШ І-ІІІ ст. Навчався у професійному гірничому ліцеї, де здобув професію гірник (м. Тернівка, Павлоградський район, Дніпропетровська область). Працював у шахті в м. Тернівка. 22 квітня 2019 року призвався на строкову службу до Львова. У 2021 році підписав контракт з 95 ОДШБр і був призначений навідником десантно-штурмового батальйону десантно-штурмової роти і з осені пішов захищати Батьківщину на лінію фронту. Солдат 1 роти 3 взводу 13-го окремого десантнo-штурмового батальйону 95 ОДШБр в/ч А1910.
У період з 31 жовтня 2021 року по 23 лютого 2022 року брав участь у здійсненні заходів із забезпечення національної безпеки і оборони, відсічі і стримування збройної агресії РФ в Донецькій і Луганській областях, безпосередньо в районі селища Нью-Йорк. З початку повномасштабного вторгнення російської федерації (24.02.2022) з честю виконував обов'язок щодо захисту своєї держави і до останнього подиху залишився вірним присязі, українському народові та Україні.

## Загибель
З 25 березня 2022 року вважався зниклим безвісти після штурму у с. Кам'янка Ізюмського району Харківської області. Це був 19-й і останній його штурм. У ніч з 24 на 25 березня 2022 року село повністю захопили російські солдати. Тіло загиблого Анатолія лежало на полі бою півроку, у вересні 2022 був похований у рідному селі.

## Нагороди
- Орден «За мужність» ІІІ ступеня (17 січня 2023, посмертно) — за особисту мужність і самовідданість, виявлені у захисті державного суверенітету та територіальної цілісності України, вірність військовій присязі[4].